# Alsinoideae
Alsinoideae es una subfamilia botánica de plantas perteneciente a la familia Caryophyllaceae. Tiene las siguientes tribus. El género tipo es: Alsine L.

## Tribus
- Alsineae,
- Geocarpeae,
- Habrosieae,
- Pycnophylleae,
- Sclerantheae[2]